# Saint-Martin-de-Belleville
Saint-Martin-de-Belleville este o comună în departamentul Savoie din sud-estul Franței. În 2009 avea o populație de 2.461 de locuitori.

## Evoluția populației
| An        | 1975  | 1982  | 1990  | 1999  | 2006  | 2009  |
| --------- | ----- | ----- | ----- | ----- | ----- | ----- |
| Populație | 1.664 | 1.842 | 2.341 | 2.532 | 3.079 | 2.461 |